# Твіп
Твіп (англ. twip) — типографська одиниця вимірювання, рівна одній двадцятій пункту (point, звідси і назва: Twentieth of a Point).
Твіп дорівнює 1/567 сантиметра чи 1/1440 дюйма.
Також використовується в Visual Basic для визначення положення елементів інтерфейсу користувача на екрані.
Приклад:
 Label1.Height = 48 * Screen.TwipsPerPixelY 
 Label1.Width = 16 * Screen.TwipsPerPixelX 
При виконанні цього коду розміри елемента  Label1  стануть рівні 48 на 16 пікселів.
Співвідношення розмірів твіпа і піксела змінюється залежно від роздільної здатності екрану, і в Visual Basic вимірюється за допомогою змінної  Screen.TwipsPerPixelX  та  Screen.TwipsPerPixelY  для горизонтальних і вертикальних розмірів відповідно.

## Перехід від розміру в пікселях у розмір в твіпах
Необхідно розділити ширину і висоту зображення на роздільну здатність. Потім отримані значення потрібно помножити на 1440. Наприклад, ми маємо малюнок розміром 100 × 100 з роздільною здатністю 96 точок на дюйм. Тоді його розмір у твіпах 100/96 · 1440 × 100/96 · 1440, тобто 1500 × 1500.